# Keith Bulluck
Keith J. Bulluck (Suffern, 4 aprile 1977) è un ex giocatore di football americano statunitense che ha militato nel ruolo di linebacker nella National Football League (NFL).

## Carriera

### Tennessee Titans
Al college Bulluck giocò a football a Syracuse. Fu scelto come trentesimo assoluto dai Tennessee Titans nel Draft NFL 2000. Il 1 luglio 2000 firmò un contratto quadriennale del valore di 5,56 milioni di dollari. Dopo avere trascorso due stagioni come riserva e come membro degli special team, divenne titolare nel 2002. Nel 2003 fu convocato per il Pro Bowl e inserito nel First-team All-Pro. In dieci stagioni con i Titans guidò la squadra in tackle per cinque volte, inclusa quella del 2004 in cui guidò la NFL con 152. Nel 2007 fece registrare un record di franchigia per un linebacker con 5 intercetti.

### New York Giants
Il 24 luglio 2010, dopo un provino, Bulluck firmò un contratto annuale del valore di 2,5 milioni di dollari con i New York Giants. Con essi disputò 13 partite, mettendo a segno 21 tackle. A fine stagione non gli fu rinnovato il contratto e dopo avere passato tutto il 2011 fuori dal campo di gioco, annunciò ufficialmente il ritiro nel 2012.

## Palmarès
- Convocazioni al Pro Bowl: 1

2003
- First-team All-Pro: 2

2003, 2007
- Second-team All-Pro: 1

2002